# 米勒古蜥屬
米勒古蜥屬（屬名：Milleretta）是種小型、快速移動的爬行動物，屬於米勒古蜥科，生存於晚二疊紀長興階的南非，約2億5000萬年前。米勒古蜥的化石是被發現於巴爾福組（Balfour Formation）地層。
米勒古蜥的身長約60公分，外表類似蜥蜴。米勒古蜥通常被認為是食蟲性動物，而且牠們可能有準確的聽力。米勒古蜥屬只有發現一個種。米勒古蜥曾經被認為是雙孔亞綱的祖先，但現在被認為較接近副爬行動物。

## 外部連結
- The DINOSAUR ENCYCLOPAEDIA on Millaretta.
- 另一個米勒古蜥重建圖(德文)
- 頭顱骨照片